# Madonino
Madonino är en bergstopp i Schweiz.   Den ligger i distriktet Vallemaggia och kantonen Ticino, i den sydöstra delen av landet, 110 km sydost om huvudstaden Bern. Toppen på Madonino är 2 483 meter över havet, eller 172 meter över den omgivande terrängen. Bredden vid basen är 1,5 km.
Terrängen runt Madonino är huvudsakligen mycket bergig. Runt Madonino är det glesbefolkat, med 13 invånare per kvadratkilometer.. Närmaste större samhälle är Cevio, 4,1 km sydost om Madonino. 
I omgivningarna runt Madonino växer i huvudsak blandskog.